# Volmax
Volmax (russisch: Волмакс) ist ein Hersteller von Armbanduhren mit Sitz in Moskau (Russland) und einem Tochterunternehmen mit Sitz in Porrentruy (Schweiz). Das Unternehmen vertreibt unter diversen Markennamen Uhren mit russischem Bezug, wobei alle zur Herstellung notwendigen Komponenten fremdbezogen werden.

## Gründung und weitere Entwicklung
Volmax wurde im Jahr 2000 von ehemaligen Mitarbeitern der ersten Moskauer Uhrenfabrik gegründet. Im Jahr 2002 erwarb die Gesellschaft die Markenrechte an den drei russischen Uhrenmarken Aviator, Buran und Sturmanskie und vertreibt seitdem Uhren unter diesen Marken. 2005 wurden erstmals Uhren unter der neuen Eigenmarke Russian Watch Factory vermarktet.
Von Volmax produzierte Uhren waren von Anfang daran erkennbar, dass entweder auf dem Zifferblatt und/oder auf dem Gehäuse einer der von Volmax erworbenen Markennamen oder eines der Markensymbole abgebildet ist. Darüber hinaus ist auf dem Zifferblatt stets das Herstellungsland angegeben (сделано в России – „hergestellt in Russland“ bzw. für seit 2011 produzierte Uhren der Marken Aviator und Buran „swiss made“). Uhren mit der Markierung Poljot (russisch полёт – „der Flug“) wurden zu keinem Zeitpunkt von Volmax hergestellt. Die vertriebenen Uhrenmodelle werden zudem häufig in limitierten Serien angeboten.
Trotzdem kam es insbesondere in den Anfangsjahren beim Vertrieb der Uhren häufig zu Verwechslungen und Unklarheiten. Ein Grund hierfür war, dass einige Händler die Uhren unter dem historisch bekannteren Markennamen Poljot vertrieben. Diese Kennzeichnung geschah ggf. auch deshalb, weil der Hersteller der Uhrenkaliber von Volmax selbst als Poljot bezeichnet wurde, obwohl die Kaliber vom Hersteller Maktime bezogen wurden, der die Produktion der Kaliber aus der Insolvenzmasse der Ersten Moskauer Uhrenfabrik erworben hatte. Ein anderer Grund für die Verwechslungen und Unklarheiten war, dass einige Händler in ihrem Sortiment Uhren von Volmax zusammen mit Uhren fiktiver, fehlender oder zweifelhafter Herstellerangabe anboten.
Auch aus diesem Grund wurde die Vertriebsstrategie von Volmax bereits 2003 und 2004 grundlegend verändert. Seit der Änderung werden Volmax-Produkte nur noch über die autorisierten Vertriebspartner vertrieben. Eine weitere Anpassung der Vertriebsstrategie wurde 2011 vorgenommen. Seitdem dürfen die offiziellen Vertriebspartner Volmax-Produkte nur noch an Abnehmer ihrer Region oder an Abnehmer in einer Region ohne eigenen Volmax-Vertriebspartner veräußern.

## Qualität der Uhren
Um den Qualitätsansprüchen des westeuropäischen Markts zu entsprechen, werden die Uhren und insbesondere die mechanischen Kaliber einer zusätzlichen internen Qualitätssicherung unterzogen. Uhren von Volmax verfügen deshalb über ein Qualitätsniveau, das westlichen Uhren der jeweiligen Preisklasse entspricht. Abhängig vom Modell werden die Uhren üblicherweise zu Preisen von ca. EUR 120 bis EUR 850 an Endverbraucher verkauft.

## Produzierte Marken

### Aviator –Авиатор

Aviator Logo

Die Marke Aviator (Авиатор – „der Flieger“) wurde von Volmax insbesondere mit Bezug auf die sowjetische und russische Luftfahrthistorie ausgerichtet (the Aviator watch by Volmax is the culmination of three quarters of a century of aviation watch development). Zunehmend nimmt die Marke aber auch Bezug zu internationalen lufthistorischen Anknüpfungspunkten, bspw. dem Hersteller Douglas. Seit 2008 ist die Marke Aviator die offizielle Uhrenmarke der Swifts (Kunstflugstaffel der russischen Luftstreitkräfte).
Seit 2011 werden die Uhren der Marke Aviator nicht mehr in Moskau, sondern am Standort der neuen Tochtergesellschaft Buran SA in Porrentruy (Schweiz) produziert. Die dort produzierten Uhren sind insbesondere an der Gestaltung der Zifferblätter erkennbar, die fast ausschließlich mit lateinischer Schrift und dem Zusatz „swiss-made“ erfolgt. Für die Markenpräsentation wurde mit www.aviatorwatch.ch eine eigene Website eingerichtet. Die Präsentation der vorhandenen Altmodelle aus russischer Produktion erfolgt jedoch weiterhin ausschließlich über www.aviatorwatch.ru.

### Buran –Буран

Buran Logo

Die Marke Buran (Буран – „der Schneesturm“) wurde von Volmax insbesondere mit Bezug auf die Versinnbildlichung der russischen Provenienz ausgerichtet (to reflect a marvelous beauty and rich soul of Russia in timepieces). Analog zu den Uhren der Marke Aviator werden auch Uhren der Marke Buran seit 2011 ausschließlich am neuen Standort in Porrentruy produziert, lateinisch beschriftet und mit dem Zusatz „swiss-made“ versehen. Für die Markenpräsentation wurde mit www.buranwatch.ch eine eigene Website eingerichtet.

### Sturmanskie –Штурманские

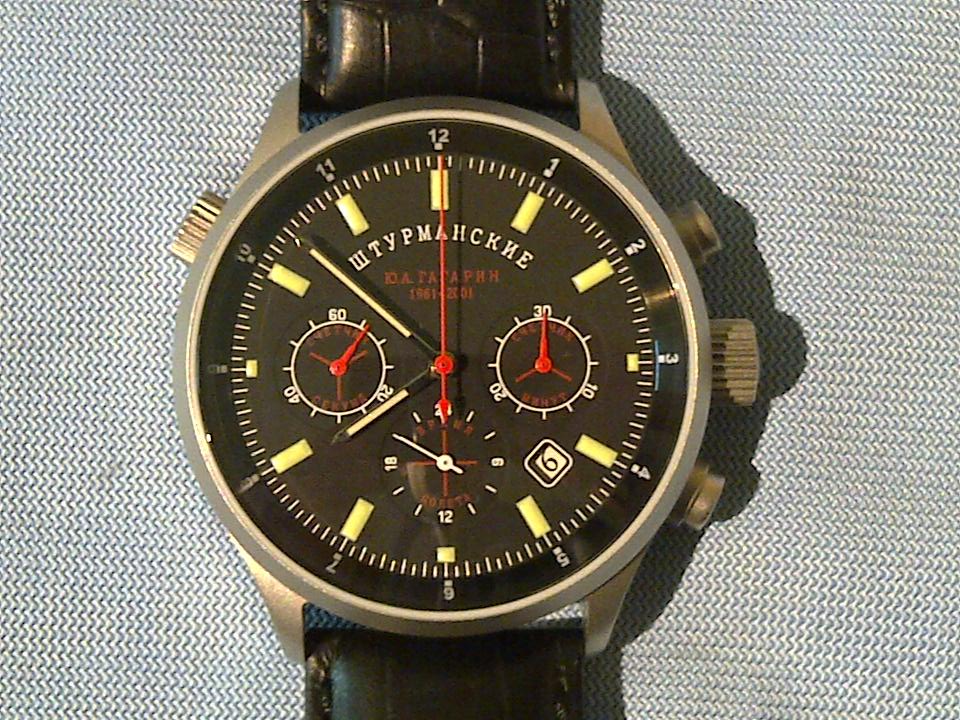
Sturmanskie Juri Gagarin Jubiläums-Chronograph, 42mm Version, mit Kaliber Maktime 31681

Die Marke Sturmanskie (Штурманские – „des Steuermanns“ (Adjektiv)) wurde von Volmax insbesondere mit Bezug auf die sowjetische bzw. russische Raumfahrthistorie ausgerichtet. Bspw. wird Bezug genommen auf Juri Gagarin, der als erster Mensch im Weltall bei der Umrundung der Erde am 12. April 1961 eine Uhr der Marke Sturmanskie aus der Produktion der Ersten Moskauer Uhrenfabrik am Handgelenk trug. Zum 40. Jahrestag des Weltraumflugs von Gagarin brachte Volmax Jubiläums-Chronographen heraus, von denen einer von Juri Schargin in der Zeit vom 14. Oktober 2004 bis zum 24. Oktober 2004 während der 25. bemannten Mission zur Internationalen Raumstation ISS getragen wurde.
Uhren der Marke Sturmanskie werden bis auf weiteres ausschließlich am Standort Moskau produziert. Die Präsentation der Marke Sturmanskie erfolgt weiterhin über die russische Volmax-Website www.aviatorwatch.ru.

### Russian Watch Factory –Русский Часовой Завод

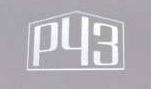
Russian Watch Factory

Die Marke Russian Watch Factory (Русский Часовой Завод, kurz: РЧЗ) wurde 2005 erstmals von Volmax eingeführt. Die Uhren der ersten Serie trugen die Bezeichnung Patriot (Патриот). Der aktive Vertrieb von Uhren unter dieser Marke ist eingestellt (Stand: 12/2013).

### Lizenzierung von Marken
Die Marken Aviator und Sturmanskie wurden von Volmax an die Scorpio Distributors Ltd. lizenziert. Diese lässt Uhren mit den entsprechenden Markennamen bzw. Markensymbolen durch unbekannte Hersteller produzieren und vertreibt die Uhren an Bord von Flugzeugen und in Flughafen-Duty-Free-Shops. Insoweit handelt es sich deshalb nicht um offizielle Volmax-Uhren. Erkennbar sind die Uhren üblicherweise an der weitgehend lateinischen Beschriftung der Zifferblätter und dem üblicherweise fehlenden Hinweis auf das Herstellungsland (сделано в России – „hergestellt in Russland“ bzw. seit 2011 für Aviator „swiss made“).

## Verwendete Kaliber
Zunächst wurden die Uhren von Volmax mit mechanischen Kalibern der Ersten Moskauer Uhrenfabrik ausgestattet. Nach der Insolvenz der Ersten Moskauer Uhrenfabrik gegen Ende 2004 wurden Kaliber für mechanische, nicht chronographische Uhren z. T. auch von der Schweizer Firma ETA SA bzw. der russischen Firma Wostok (Восток – „Osten“) bezogen. Kaliber für Chronographen wurden von der russischen Firma Maktime (Мактайм) bezogen, die Teile der Produktion der russischen Chronographen-Kaliber von der ehemaligen Ersten Moskauer Uhrenfabrik übernommen hatte.
Seit der Insolvenz der Firma Maktime Ende 2011 werden keine Chronographen-Kaliber mehr produziert. Unklar ist, ob die Insolvenz von Maktime gegebenenfalls der Auslöser für die Verlagerung der Marken Aviator und Buran in die Schweiz war. Seit der Verlagerung der beiden Marken werden diese Uhren mit mechanischen Kalibern der Schweizer Firmen ETA SA bzw. Sellita Watch CO SA oder mit Quarz-Kalibern der Schweizer Firma Ronda AG ausgestattet.
Die mechanischen Uhren der Marke Sturmanskie werden gegenwärtig mit Kalibern und Chronographen-Kalibern von Wostok (Восток – „Osten“) vermarktet. Auch Kaliber von Maktime (als Poljot bezeichnet) werden vermarktet. Da die Produktion dieser Kaliber durch Maktime 2011 eingestellt wurde, handelt es sich bei Kalibern, die in heutzutage in als „neu“ vertrieben Uhren eingebaut wurden, ausnahmslos um 2011 oder früher produzierte Kaliber-Restbestände. Quarz-Uhren werden mit Kalibern der Ronda AG versehen. Somit sind die von Volmax gegenwärtig produzierten Uhren der Marke Sturmanskie die letzten rein russischen Uhren im Volmax-Sortiment.